# Danny Kaden
Danny Kaden (10 de junio de 1884 - 1942) fue un actor, compositor, guionista, director y productor cinematográfico polaco. 

## Biografía
Su verdadero nombre era Daniel Kirschenfinkel, y nació en Varsovia, Polonia. Conocido también por el seudónimo de Nunek Danuky, comenzó su carrera cinematográfica en 1913, a la vez como actor, director y guionista. Ejerció su trabajo en el período del cine mudo, en los años 1920. Además, compuso también la música de uno de sus filmes, Das blonde Vergnügen (1918). 
Danny Kanen dirigió la productora Danny Kaden-Film GmbH, con sede en Berlín. Danny Kaden-Film GmbH produjo cinco de sus películas: Der zehnte Pavillon der Zitadelle (1917), Kinder des Ghettos (1917), Hoheit Radieschen (1917), In Sachen Marc Renard (1918) y Das blonde Vergnügen (1918). Sin embargo, la Primera Guerra Mundial interrumpió la producción de la compañía, forzando su liquidación.  
En 1937 Danny Kaden fundó en Varsovia otra compañía productora, Danny Kaden Film, que produjo la cinta Parada Warszawy, dirigida por el polaco Konrad Tom en 1937.
En total, a lo largo de su carrera, Kanen dirigió más de setenta filmes, actuó en 26, escribió el guion de 16 y produjo seis por medio de sus dos compañías de producción.
Danny Kaden falleció en 1942 en el Gueto de Varsovia, durante la Segunda Guerra Mundial.

## Filmografía

### Director
| - 1913: 3 x 3 = 1 - 1913: Das Geheimnis des Hauses 69 - 1913: Der Ersatzreservist - 1913: Die verhängnisvolle Visitenkarte - 1913: Freibadfolgen - 1913: Gestörte Freunde - 1913: Marga, Lebensbild aus Künstlerkreisen - 1913: Max, das unbewußte Genie - 1913: Nicht um eine Million - 1913: Tangozauber - 1913: Verbrecher aus verlorener Ehe - 1913: Wenn die Taxe springt - 1913: Zwei Tage im Paradies - 1914: 40 Jahre in der Sekunde - 1914: Aber Nunek, die Hosen! - 1914: Das Ende einer Liebe - 1914: Das zweite Ich - 1914: Der Hut meiner Frau - 1914: Der kurierte Schuhfreier - 1914: Der Mann ohne Herz - 1914: Der schlauste Kerl im Regiment - 1914: Die beliebte Schwiegermutter - 1914: Die lieben süßen Frauen - 1914: Eifersucht macht blind - 1914: Ein schmerzliches Abenteuer - 1914: Frauen - Überflüssig - 1914: Fräulein Puppe - Meine Frau - 1914: Hans im Glück - 1914: Heirat auf Befehl - 1914: Im Mädchenpensionat - 1914: Kunststück mit dem Mundstück - 1914: Laß die Köchin in Ruh! - 1914: Meine Frau hat Mut - 1914: Meschugge ist Trumpf - 1914: Miklosch reist in Unterwäsche - 1914: Nunek geigt so schön - 1914: Nunek hat zwei Bräute | - 1914: Nunek in tausend Ängsten - 1914: Nunek träumt so schwer - 1914: Sie kann nicht nein sagen - 1914: So 'n fauler Zahn - 1914: Wer anderen eine Grube gräbt - 1914: Wollen Sie meine Tochter heiraten? - 1915: Die Masuren - 1915: Wie werde ich Amanda los? - 1916: Auto 444 - 1916: Bald hier, bald da - 1916: Die Klabriaspartie - 1916: Leutnant auf Befehl - 1916: Meine Braut, seine Frau - 1916: Talarso, der Mann mit den grünen Augen - 1917: Ballzauber - 1917: Das Fräulein von der Kavallerie - 1917: Das Wäschermädel Seiner Durchlaucht - 1917: Der zehnte Pavillon der Zitadelle - 1917: Die Männerfeindin - 1917: Eine Walzernacht - 1917: Hoheit Radieschen - 1917: Im stillen Ozean - 1917: Kinder des Ghettos - 1917: Onkelchens Liebling - 1918: Das blonde Vergnügen - 1918: Die Dame im Schaufenster - 1918: Die Nacht des 24. August - 1918: Die Nichte des Herzogs - 1918: Ein durchschlagender Erfolg - 1918: Ein gesunder Junge - 1918: Gesucht ein Mann, der ein Mann ist - 1918: In Sachen Marc Renard - 1918: Wenn der Vater mit dem Sohne - 1919: Krysta - 1922: Strzał - 1922: Wszystko się kręci - 1923: Od kobiety do kobiety |

### Actor
| - 1913: 3 x 3 = 1 - 1913: Das Geheimnis des Hauses 69 - 1913: Der Ersatzreservist - 1913: Die verhängnisvolle Visitenkarte - 1913: Freibadfolgen - 1913: Gestörte Freunde - 1913: Max, das unbewußte Genie - 1913: Nicht um eine Million - 1913: Tangozauber - 1913: Zwei Tage im Paradies - 1914: 40 Jahre in der Sekunde - 1914: Aber Nunek, die Hosen! - 1914: Der Hut meiner Frau | - 1914: Der kurierte Schuhfreier - 1914: Der Mann ohne Herz - 1914: Die lieben süßen Frauen - 1914: Ein schmerzliches Abenteuer - 1914: Kunststück mit dem Mundstück - 1914: Laß die Köchin in Ruh! - 1914: Meine Frau hat Mut - 1914: Nunek geigt so schön - 1914: Nunek hat zwei Bräute - 1914: Nunek in tausend Ängsten - 1914: Nunek träumt so schwer - 1914: So 'n fauler Zahn - 1927: Uśmiechy życia |

### Guionista
| - 1913: 3 x 3 = 1 - 1913: Das Geheimnis des Hauses 69 - 1916: Leutnant auf Befehl - 1916: Meine Braut, seine Frau - 1917: Ballzauber - 1917: Der zehnte Pavillon der Zitadelle - 1917: Eine Walzernacht - 1917: Hoheit Radieschen | - 1917: Prinz Sami - 1917: Im stillen Ozean - 1918: Das blonde Vergnügen - 1918: Die Dame im Schaufenster - 1918: Gesucht ein Mann, der ein Mann ist - 1918: In Sachen Marc Renard - 1918: Prinz Sami - 1922: Wszystko się kręci - 1923: Od kobiety do kobiety |

### Productor
| - 1917: Der zehnte Pavillon der Zitadelle - 1917: Hoheit Radieschen - 1917: Kinder des Ghettos - 1918: Das blonde Vergnügen | - 1918: In Sachen Marc Renard - 1922: Wszystko się kręci - 1937: Parada Warszawy |